# دیوید پاجو
دیوید پاجو (انگلیسی: David Pajo؛ زادهٔ ۲۵ ژوئن ۱۹۶۸) موسیقی‌دان فیلیپینی‌تبار اهل ایالات متحده آمریکا است.
از فیلم‌هایی که وی در آن‌ها نقش داشته است، می‌توان به جولین کله‌خر اشاره نمود.